# Vincent Magombe
Vincent Magombe, född 1959, är en ugandisk författare och journalist som lever i exil i London.

## Biografi
När Idi Amin störtades 1979 var Magombe 19 år. Han skrev då pjäsen The Fall and Trial of Idi Amin, där han själv spelade en karikatyr av diktatorn. Uppsättningen blev populär och turnerade runtom i Uganda, tills en dag då beväpnade soldater trängde sin in i hans loge och försökte mörda honom. På grund av ett klickande vapen misslyckades mordförsöket, och Magombe flydde till Sovjetunionen.
Han bodde tio år i Leningrad, där han studerade journalistik och doktorerade i masskommunikation, samt fortsatte skriva pjäser och dikter. 1990 flydde han vidare till Storbritannien och London, efter att Uganda försökt få honom utlämnad för att han kritiserat landets Moskvaambassad.
I Storbritannien har Magombe arbetat som journalist, och han undervisar nu vid London South Bank University. Han har varit styrelsemedlem i International PEN och arbetade för organisationen med att främja afrikanska PEN-center. Han är också engagerad i situationen för andra landsflyktiga författare. 1998 tilldelades han Tucholskypriset.